# Hellboy - L'uomo deforme
Hellboy - L'uomo deforme (Hellboy: The Crooked Man) è un film del 2024 co-scritto e diretto da Brian Taylor.
La pellicola è basata sui fumetti di Hellboy creati da Mike Mignola ed è il secondo reboot della serie già portata sul grande schermo con i due film Hellboy (2004) e Hellboy: The Golden Army (2008), poi con il primo film reboot Hellboy (2019).
Il film è l'adattamento cinematografico della storia a fumetti L'Uomo Deforme.

## Trama
Negli anni '50, sugli Appalachi, Hellboy - un agente del B.P.R.D. alle prime armi - indaga su delle streghe che infestano un villaggio rurale sotto la guida del demone noto come "Uomo Deforme".

## Produzione
Il film è costato tra i 20 e i 25 milioni di dollari, una cifra molto più bassa rispetto alle precedenti produzioni cinematografiche dedicate a Hellboy. Le riprese si sono svolte in Bulgaria tra marzo e maggio 2023.

## Promozione
Il primo trailer del film è stato pubblicato il 1º luglio 2024, mentre il primo trailer italiano è stato diffuso il 23 giugno 2025.

## Distribuzione
Il film è distribuito nelle sale cinematografiche in edizione limitata a partire dal 20 giugno 2024. Esce nei cinema del Regno Unito il 27 settembre dello stesso anno. Negli Stati Uniti d'America la distribuzione avviene direttamente in formato digitale a partire dal 8 ottobre 2024.
In Italia doveva essere distribuito nelle sale da Eagle Pictures il 12 giugno 2025, ma l'uscita è successivamente stata spostata al 6 agosto dello stesso anno e infine annullata, optando per la distribuzione direttamente in streaming su Prime Video il 10 settembre.